# Finnur Justinussen
Finnur Justinussen (Tórshavn, 30 marzo 1989) è un calciatore faroese, attaccante del Víkingur Gøta.

## Caratteristiche tecniche
È una punta centrale.

## Palmarès

### Individuale
- Capocannoniere della Formuladeildin: 2

2009 (19 gol), 2011 (21 gol)